# Кисель (герб)
Кисель (пол. Kisiel, Namiot, Swientoldycz) — польский дворянский герб, внесённый в часть 3 Гербовника дворянских родов Царства Польского, стр. 25. Его использовали 14 родов: Dorohinicki, Dorohinicz, Drohinicz, Gościcki, Gościecki, Kisiel, Kisielew, Kisielewicz, Kisielewski, Kiślański, Kosił, Kisielius, Kosiłło, Lepiński.

## Описание и легенда
Палатка белого цвета, открытая спереди. Над нею белого и чёрного цветов балдахин, имеющий на вершине золотой крестик. Вся фигура помещена в красном поле. Над шлемом три кирпичные башни, украшенные венцами: из них средняя выше крайних.
С гербом связано предание, что в правление Владимира Мономаха воевода Свентольд Кисель в отсутствие великого князя умел спасти Киев от осаждавших его печенегов следующею хитростью: когда в Киеве сделался голод, и осаждённые стали приходить в отчаяние и падать духом, Кисель велел вырыть две ямы, из которых в одну насыпал муки, а в другую налил воды и, подсластив её медом, смешал, что и образовало смесь вроде киселя. Киевляне, увидев, что земля их производит муку и мед, и сама даёт готовую пищу, ободрились и отбили неприятеля.